# Репман, Альберт Христианович
Альберт Христианович Репман (1834—1917) — русский учёный, дворянин, действительный статский советник, домашний учитель Н. Е. Жуковского. Директор отдела прикладной физики в Политехническом музее, популяризатор физических наук. Действительный статский советник.

## Биография
Отец — голландец, мать — француженка. С детства владел русским, французским и немецким языками.
В 1853 году окончил 1-ю Московскую гимназию. Затем учился на медицинском факультете Московского университета. В 1854 году, будучи студентом, стал учителем 7-летнего Николая Жуковского — готовил его к поступлению в гимназию, показывал физические и химические опыты, учил наблюдать природу. Биографы Жуковского отмечают важную роль Репмана в формировании мировоззрения будущего знаменитого учёного.
По специальности А. Х. Репман был врачом (доктор медицины), но стал более известен как изобретатель, экспериментатор, изобретатель и популяризатор в области физики, в частности электротехники. Например, первый патент, полученный П. Н. Яблочковым (во Франции в 1875 году), был выдан «… на электромагнит системы Репмана, доктора медицины в Москве». Вероятно, это означает, что именно Репман предложил идею этого электромагнита.
Он также использовал передовые достижения физики того времени в медицине (открыл одну из первых в Москве водоэлектролечебниц).
В 1889—1917 годах Репман был заведующим отделом прикладной физики Политехнического музея.
Много сделал для пополнения музея, стремился заполучить все последние новинки науки и техники (например, в Политехническом музее демонстрировался препарат только что открытого радия). Как отмечают историки, в результате усилий Репмана «физический отдел по богатству своих коллекций превосходил физические кабинеты, если не Европы, то во всяком случае России».
В то же время Репман работал врачом Долгоруковской школы Московского благотворительного общества.
А. Х. Репман был членом Общества любителей естествознания, антропологии и этнографии, почётным членом Русского фотографического общества.

## Награды
Был награждён рядом орденов и получил потомственное дворянство с чином действительного статского советника:
- орден Св. Анны 2-й ст. (1877)
- орден Св. Владимира 3-й ст. (1888)
- орден Св. Станислава 1-й ст. (1897)

## Семья

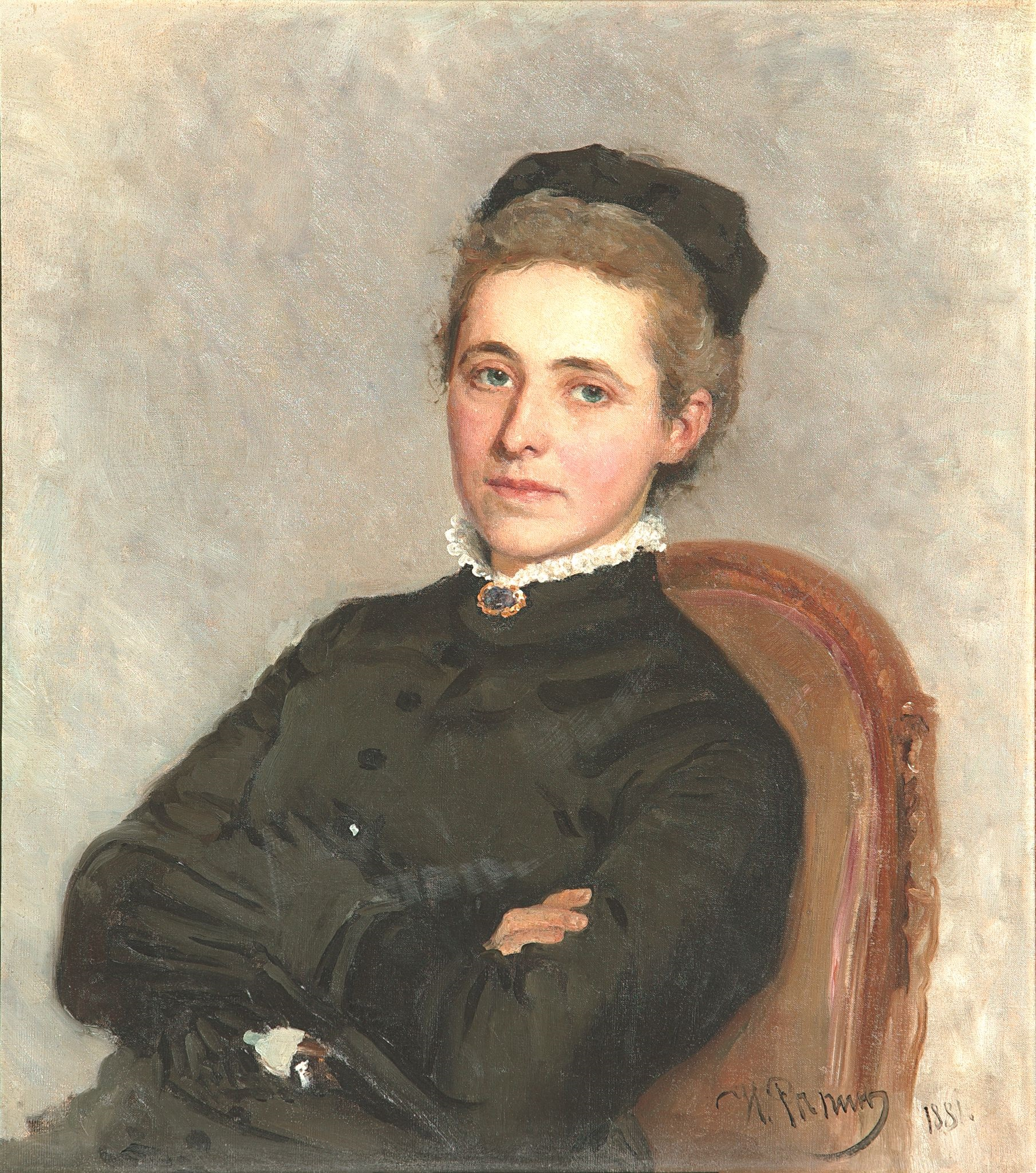
Портрет Ю. Б. Репман

Жена — Юлия Богдановна, урождённая Краусс (1848—1922); художник И. Е. Репин, знакомый с семейством (он учился в Императорской академии художеств в одно время со старшим братом Альберта Христиановича — Эдуардом Христиановичем), написал в разное время два её портрета.
Их дети:
- Евгения Альбертовна Репман (1870—1937) — основательница (совместно с Верой Фёдоровной Фёдоровой) и директор 1-й Московской кооперативной гимназии — Гимназия Е. А. Репман;
- Ольга Альбертовна Репман (1873/74—1939/40);
- Владимир Альбертович Репман (1876/77—1953);
- Елена Альбертовна Репман (1885—1977) — писатель-прозаик из русской эмиграции, известна под псевдонимом Георгий Песков.